# NGC 2704
NGC 2704 je galaksija u zviježđu Risu.

## Vanjske poveznice
- SEDS: NGC 2704